# Замок Королівський
Королівський замок (англ. — King's Castle, ірл. — Caisleán an Rí, ольстерська шотл. — Käng's Kessel) — Кашлєн ан Рі — один із замків Ірландії, розташований в графстві Даун, Північна Ірландія, земля Ардгласс.

## Історія Королівського замку
Замок був побудований наприкінці ХІІ століття норманськими феодалами після англо-норманського завоювання Ірландії в 1172 році для захисту завойованих земель від ірландських кланів, які намагалися повернути собі ці землі. Потім протягом століть замок неодноразово перебудовувався і добудовувався. Але до початку ХІХ століття замок був закинутий і почав руйнуватися. Кілька стін замку завалилися в 1830 році. У журналі «Пенні Джорнал» 30 березня 1833 року писали зокрема таке: «… Один із найбільших з давніх замків Ірландії — замок Ардгласс, що відомий як Королівський замок. Це була фортеця значних розмірів і міцності, але на сьогодні сильно занепала, руйнується від часу…» Почалась реставрація замку, яка була закінчена тільки в 1988 році. Тоді ж замок почав функціонувати як будинок для престарілих і лишається ним і по сьогодні.